# Diaphorina amoena
Diaphorina amoena är en insektsart som beskrevs av Capener 1970. Diaphorina amoena ingår i släktet Diaphorina och familjen rundbladloppor. Inga underarter finns listade i Catalogue of Life.